# Weesp
Die niederländische Stadt Weesp (anhörenⓘ) ist ein Bezirk (niederländisch stadsdeel) der Gemeinde Amsterdam in der Provinz Nordholland. Die bis dahin selbstständige Gemeinde Weesp wurde am 24. März 2022 als deren neunter Bezirk in die Gemeinde Amsterdam eingemeindet.

## Lage und Wirtschaft
Weesp liegt etwa 13 km südöstlich des Amsterdamer Stadtzentrums, nahe dem IJmeer, eines Teils der vormaligen Zuiderzee. Bei Weesp zweigen die Autobahn und eine Eisenbahnstrecke nach Almere von jenen nach Amersfoort – Hengelo – Osnabrück ab. Weesp liegt am Fluss Vecht. In Weesp gibt es eine Medikamentenfabrik und andere Industriebetriebe. Im Umland wird Land- und Viehwirtschaft (Rinder) betrieben. Dem Wassersporttourismus dient ein Jachthafen.

## Geschichte
Die Stadt entstand im Mittelalter an der Grenze zwischen der Grafschaft Holland und dem Hochstift Utrecht. Nach vielen Kämpfen fiel sie 1317 endgültig an Holland. Im Jahr 1355 erhielt die Grenzfestung Weesp das Stadtrecht. Nach einer vergeblichen Belagerung durch die Franzosen (1672) wurde die Festung erneuert. Im Jahr 1759 entstand, nach dem Vorbild Meißens, die erste Porzellanmanufaktur Hollands, die bemerkenswerte Produkte erzeugte, jedoch 1770 pleiteging, worauf die Produktion 1774 nach Loosdrecht übersiedelte. Zwischen 1850 und 1971 fanden viele Einwohner Arbeit in der Van-Houten-Schokoladenfabrik, die aus Kakao Schokolade herstellte. Die Fabrik wurde 1971 geschlossen, der Markenname „Van Houten“ an die Leonhard Monheim AG verkauft.
- Siehe auch Liste von Porzellanmanufakturen und -herstellern

## Sehenswürdigkeiten
Zwischen Weesp und Naarden liegt das Vogelreservat Naardermeer.
Von Weesp nach Utrecht gelangt man per Boot über die Vecht oder auf dem Fahrrad am Ufer dieses Flusses nach Maarssen und Breukelen und kann eine Tour entlang vieler, zwischen 1600 und 1850 von wohlhabenden Kaufleuten erbauten Landsitze und Lustschlösser machen.
Das im Rokoko-Stil errichtete und 1776 vollendete Rathaus beherbergt eine schöne Sammlung Weesper Porzellan. Die St.-Laurens-Kirche (Laurentius-von-Rom-Kirche) aus dem Jahr 1462 im Zentrum hat ein Hemony-Glockenspiel.

## Bilder

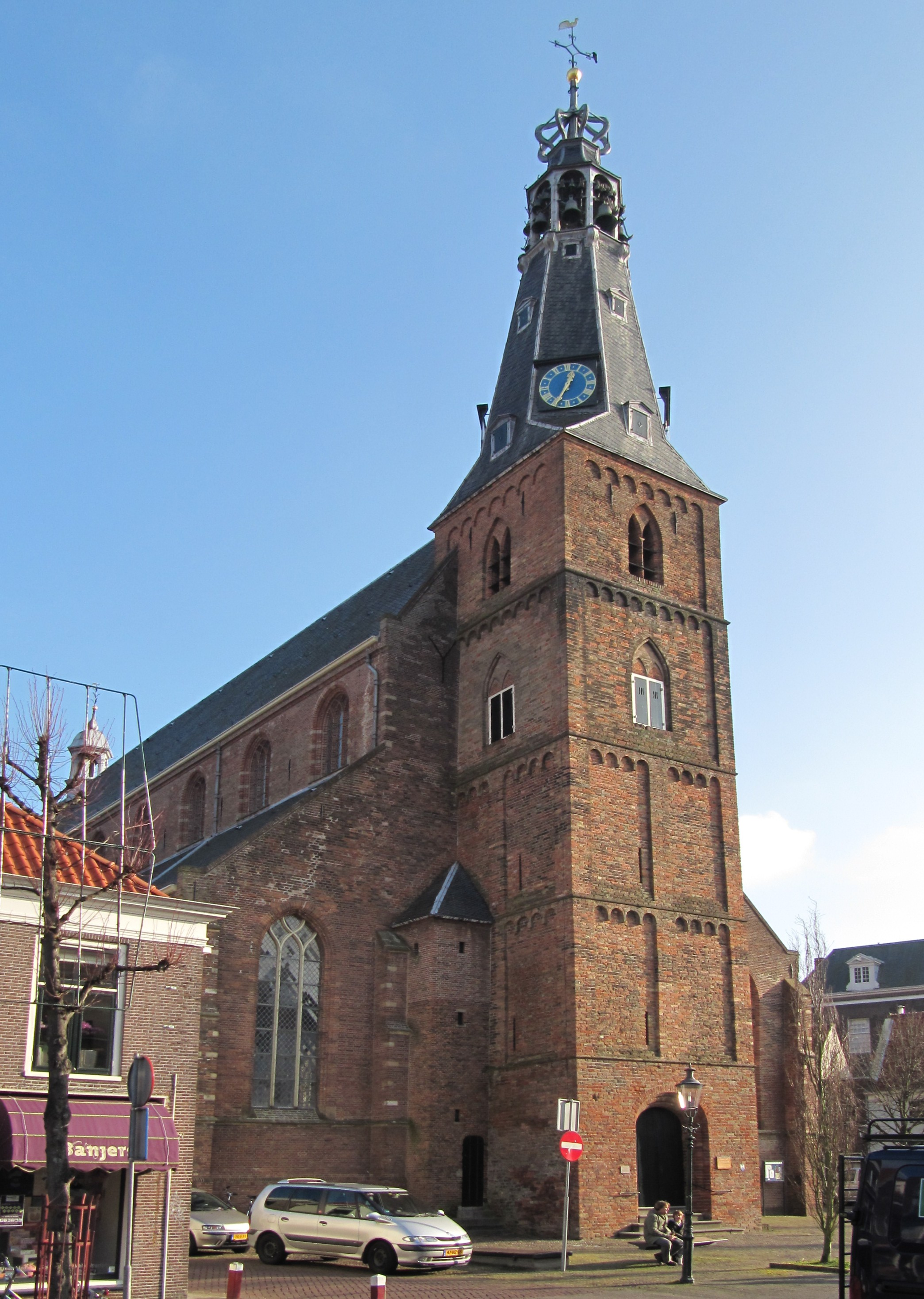
Weesp, Kirche (1462)
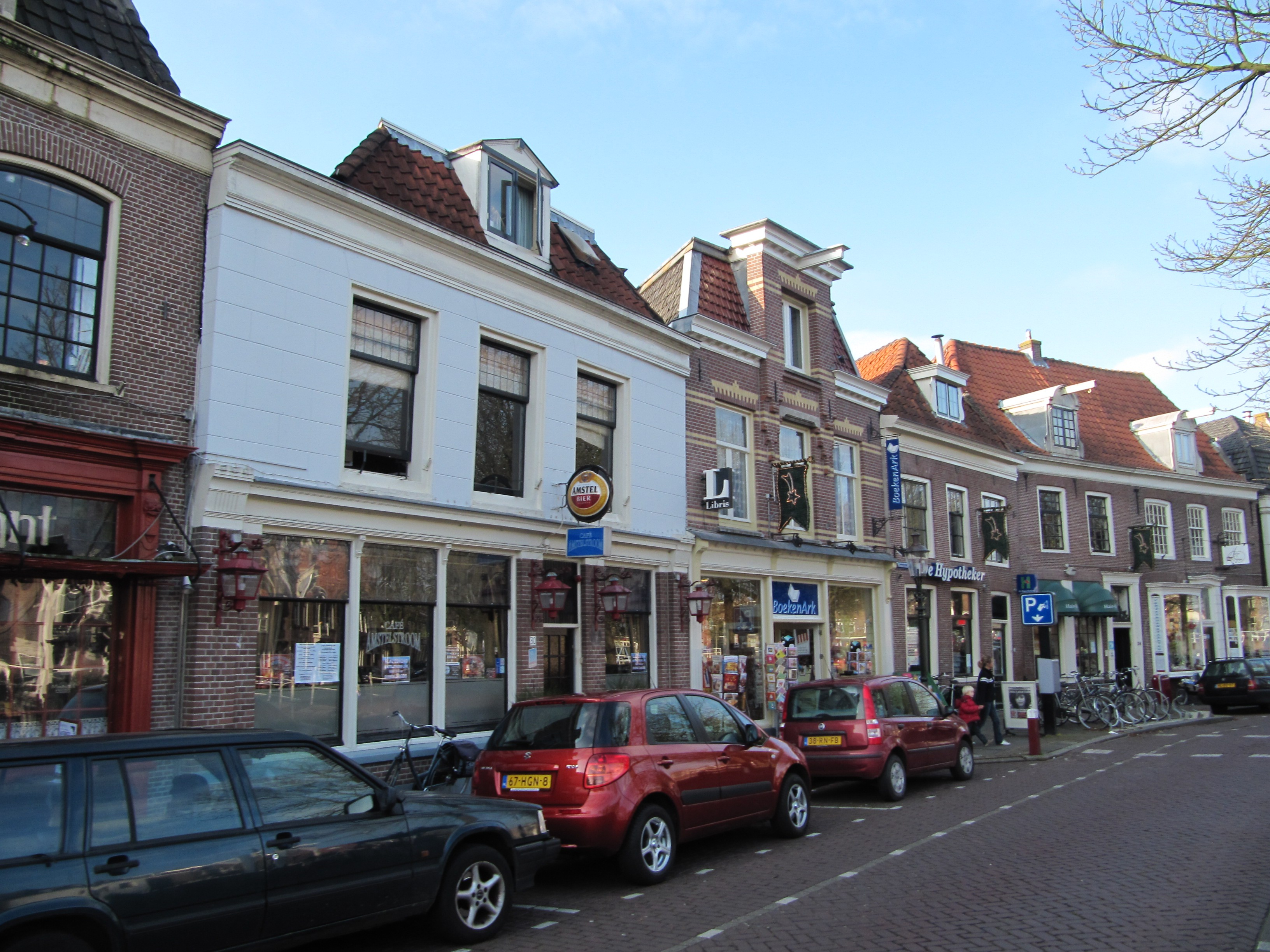
Weesp, Straße: de Nieuwstad
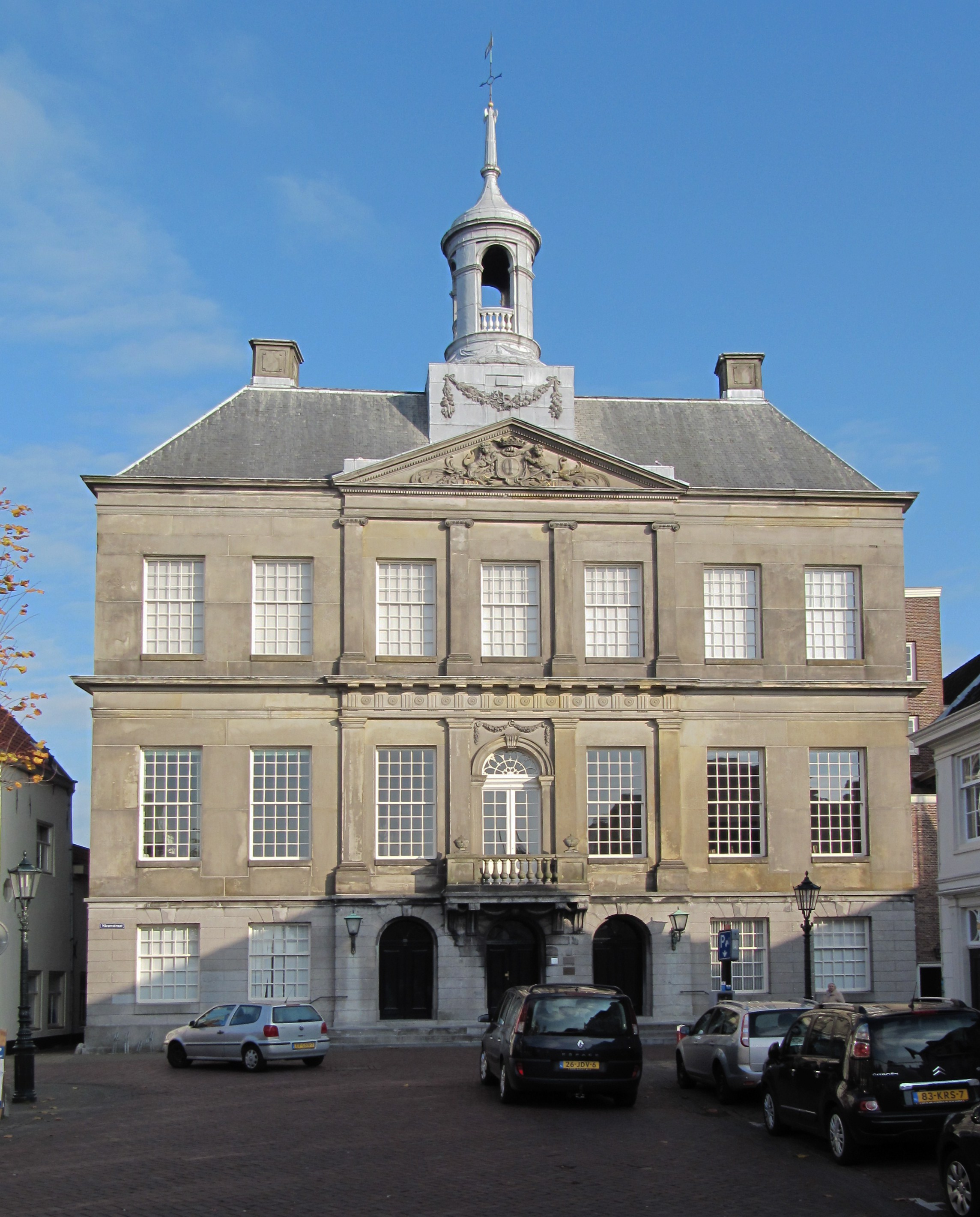
Weesp, Rathaus
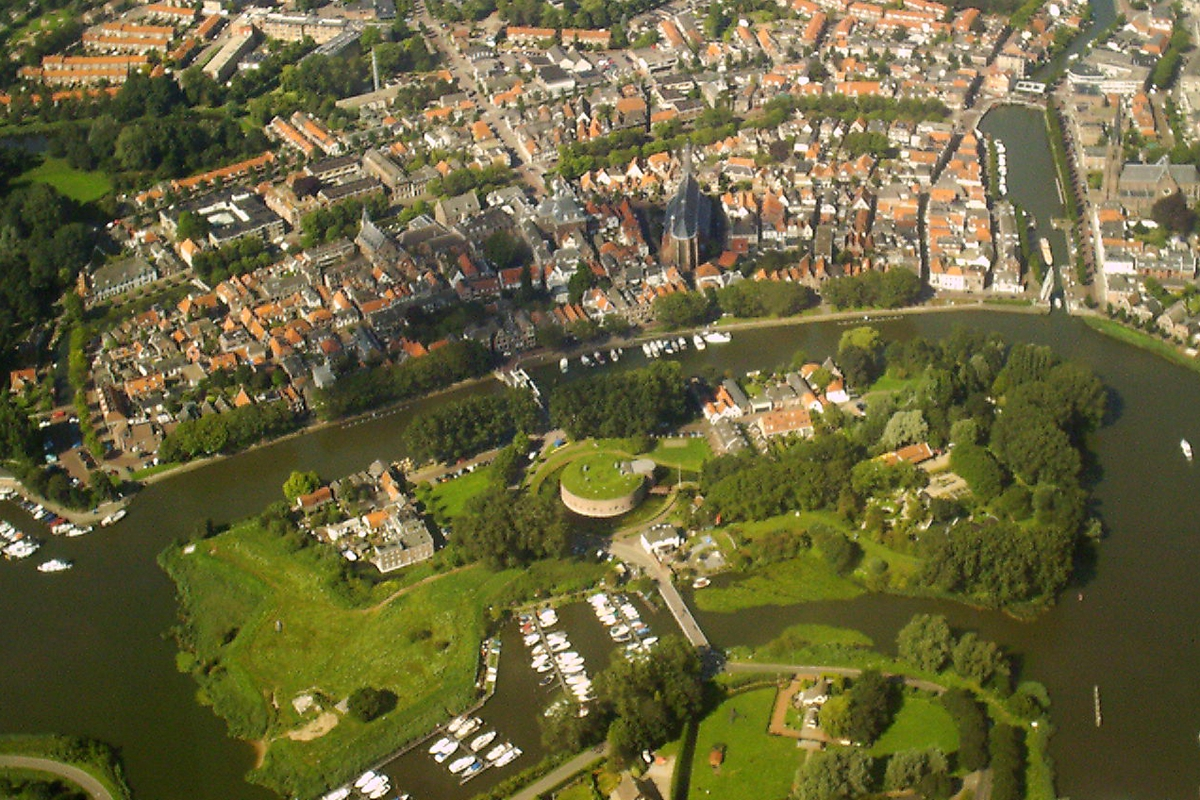
Weesp

## Politik

### Sitzverteilung im Gemeinderat
Die Kommunalwahlen vom 21. März 2018 ergaben folgende Sitzverteilung:
| Partei                        | Sitze | Sitze | Sitze | Sitze |
| Partei                        | 2006  | 2010  | 2014  | 2018  |
| ----------------------------- | ----- | ----- | ----- | ----- |
| Weesper Stads Partij          | 5     | 3     | 5     | 5     |
| CDA                           | 3     | 3     | 2     | 3     |
| GroenLinks                    | 2     | 2     | 3     | 3     |
| VVD                           | 2     | 3     | 2     | 2     |
| D66                           | 0     | 3     | 2     | 2     |
| PvdA                          | 3     | 2     | 2     | 2     |
| Blanco Lijst                  | 1     | —     | —     | 0     |
| Partij van de Ouderen         | —     | —     | —     | 0     |
| Artikel50                     | —     | —     | 1     | —     |
| Democratische Eenheids Partij | 1     | 1     | —     | —     |
| Nieuw Liberaal Weesp          | —     | 0     | —     | —     |
| Gesamt                        | 17    | 17    | 17    | 17    |

## Persönlichkeiten
- Salomon van Til (1643–1713), reformierter Theologe, Universitätsrektor
- Joachim Jan Oortman (1777–1818), Kupferstecher
- Coenraad J. van Houten (1801–1887), Erfinder des Kakaopulvers
- Nicolas Stam (1876–1949), römisch-katholischer Ordensgeistlicher und Apostolischer Vikar von Kisumu
- Ed Kea (1948–1999), niederländisch-kanadischer Eishockeyspieler
- Henk F. Moed (1951–2021), Informationswissenschaftler
- Frits Schalij (* 1957), Eisschnellläufer